# Speonomus endogaeus
Speonomus endogaeus es una especie de escarabajo del género Speonomus, familia Leiodidae. Fue descrita por Henri Coiffait en 1963. Se encuentra en Francia.